# خوليو غونزاليس (لاعب كرة قدم)
خوليو غونزاليس (بالإسبانية: Julio González Montemurro) هو لاعب كرة قدم ومدرب كرة قدم أوروغواياني، ولد في 1 ديسمبر 1953 في مونتيفيديو في الأوروغواي. لعب مع بنيارول.